# Sint-Pieterskerk (Weerst)
De Sint-Pieterskerk (Frans: Église Saint-Pierre) is een kerkgebouw te Weerst, gelegen aan Place du Centenaire Fléchet.

## Geschiedenis
Oorspronkelijk bestond een ouder, houten, kerkje dat in de 11e eeuw in steen werd herbouwd. De huidige romaanse versterkte toren stamt uit 1215. Deze heeft vijf geledingen en de bewoners van Weerst vonden er een toevlucht in geval van gevaar. Ook het schip is oorspronkelijk uit deze tijd. In de 14e eeuw werd het koor herbouwd in gotische stijl. Later, met name in 1730, zijn er nog tal van ingrijpende herstellingen en wijzigingen aangebracht.
Het gebouw is een kruiskerk, uitgevoerd in breuksteen. In 1936 werd de kerk geklasseerd als monument.